# Спортивна гімнастика на літніх Олімпійських іграх 2020 — різновисокі бруси (жінки)
Змагання зі спортивної гімнастики на різновисоких брусах серед жінок на літніх Олімпійських іграх 2020 відбулися 1 серпня 2021 року в Гімнастичному центрі Аріаке. 

## Формат змагань
Гімнастки, що посіли перші 8 місць у цій вправі у кваліфікаційному раунді (але щонайбільше 2 від НОК) виходять до фіналу. У фіналі вони знову мають виконати цю вправу, а оцінки кваліфікаційного раунду не враховуються.

## Розклад
Змагання відбуваються впродовж двох окремих днів.
Вказано Японський стандартний час (UTC+9)
| Дата                  | Час                           | Раунд                 |
| --------------------- | ----------------------------- | --------------------- |
| Неділя, 25 липня 2021 | 10:00 11:50 15:10 17:05 20:20 | Кваліфікаційний раунд |
| Неділя, 1 серпня 2021 | 17:00                         | Фінал                 |

## Результати

### Кваліфікація
| Місце | Гімнастка                        | Оц. скл. | Оц. вик. | Штр. | Загалом | Результати |
| ----- | -------------------------------- | -------- | -------- | ---- | ------- | ---------- |
| 1     | Ніна Дервал (BEL)                | 6.7      | 8.666    |      | 15.366  | Q          |
| 2     | Суніса Лі (USA)                  | 6.6      | 8.600    |      | 15.200  | Q          |
| 3     | Анастасія Ільянкова (ROC)        | 6.4      | 8.566    |      | 14.966  | Q          |
| 4     | Ангеліна Мельникова (ROC)        | 6.3      | 8.633    |      | 14.933  | Q          |
| 5     | Владислава Уразова (ROC)         | 6.3      | 8.566    |      | 14.866  | –          |
| 6     | Вікторія Лістунова (ROC)         | 6.4      | 8.366    |      | 14.766  | –          |
| 7     | Лу Юфей (CHN)                    | 6.2      | 8.500    |      | 14.700  | Q          |
| 7     | Елізабет Зайц (GER)              | 6.2      | 8.500    |      | 14.700  | Q          |
| 9     | Фань Їлінь (CHN)                 | 6.3      | 8.300    |      | 14.600  | Q          |
| 10    | Сімона Байлс (USA)               | 6.2      | 8.366    |      | 14.566  | Q W        |
| 11    | Мелані де Хесус дус Сантус (FRA) | 6.4      | 8.166    |      | 14.566  | R1 S       |
| 12    | Юнна Адлертеґ (SWE)              | 6.3      | 8.233    |      | 14.533  | R2         |
| 13    | Танг Ксіджин (CHN)               | 6.0      | 8.433    |      | 14.433  | –          |
| 14    | Софія Ковач (HUN)                | 6.3      | 8.133    |      | 14.433  | R3         |

Резервістки
Резервістки на фінал на різновисоких брусах серед жінок:
1. Мелані де Хесус дус Сантус (FRA) – called up after Сімона Байлс' withdrawal [2]
2. Юнна Адлертеґ (SWE)
3. Софія Ковач (HUN)

Гімнастки, що посіли досить високе місце, але не пройшли через обмеження не більш як дві на країну:
- Уразова Владислава Сергіївна (ROC)
- Лістунова Вікторія Вікторівна (ROC)

### Фінал
| Місце | Гімнастка                           | Оц. скл. | Оц. вик. | Штр. | Загалом |
| ----- | ----------------------------------- | -------- | -------- | ---- | ------- |
| 1     | Ніна Дервал (BEL)                   | 6.7      | 8.500    |      | 15.200  |
| 2     | Анастасія Ільянкова (ROC)           | 6.3      | 8.533    |      | 14.833  |
| 3     | Суніса Лі (USA)                     | 6.2      | 8.300    |      | 14.500  |
| 4     | Лу Юфей (CHN)                       | 6.0      | 8.400    |      | 14.400  |
| 5     | Елізабет Зайц (GER)                 | 6.2      | 8.200    |      | 14.400  |
| 6     | Мелані де Хесус дус Сантус (FRA)    | 6.1      | 7.933    |      | 14.033  |
| 7     | Фань Їлінь (CHN)                    | 6.4      | 7.500    |      | 13.900  |
| 8     | Мельникова Ангеліна Романівна (ROC) | 5.9      | 7.166    |      | 13.066  |